# Грейгем (Північна Кароліна)
Грейгем, або Грем (англ. Graham) — місто (англ. city) в США, в окрузі Аламанс штату Північна Кароліна. Населення — 17 157 осіб (2020).

## Географія
Грейгем розташований за координатами 36°3′23″ пн. ш. 79°23′22″ зх. д. / 36.05639° пн. ш. 79.38944° зх. д. (36.056302, -79.389374).  За даними Бюро перепису населення США в 2010 році місто мало площу 25,08 км², з яких 24,91 км² — суходіл та 0,17 км² — водойми.

## Демографія
Згідно з переписом 2010 року, у місті мешкали 14 153 особи в 5801 домогосподарстві у складі 3766 родин. Густота населення становила 564 особи/км².  Було 6523 помешкання (260/км²).
Расовий склад населення:
| - 62,9 % — білих - 22,8 % — чорних або афроамериканців - 1,3 % — азіатів - 1,2 % — корінних американців - 9,4 % — осіб інших рас |

До двох чи більше рас належало 2,4 %. Частка іспаномовних становила 15,7 % від усіх жителів.
За віковим діапазоном населення розподілялося таким чином: 25,2 % — особи молодші 18 років, 60,2 % — особи у віці 18—64 років, 14,6 % — особи у віці 65 років та старші. Медіана віку мешканця становила 37,5 року. На 100 осіб жіночої статі у місті припадало 88,0 чоловіків;  на 100 жінок у віці від 18 років та старших — 84,1 чоловіків також старших 18 років.
Середній дохід на одне домашнє господарство  становив 42 864 долари США (медіана — 31 906), а середній дохід на одну сім'ю — 50 245 доларів (медіана — 41 404). Медіана доходів становила 36 810 доларів для чоловіків та 30 736 доларів для жінок. За межею бідності перебувало 29,1 % осіб, у тому числі 41,1 % дітей у віці до 18 років та 17,5 % осіб у віці 65 років та старших.
Цивільне працевлаштоване населення становило 5827 осіб. Основні галузі зайнятості: освіта, охорона здоров'я та соціальна допомога — 25,6 %, виробництво — 17,6 %, мистецтво, розваги та відпочинок — 10,3 %, науковці, спеціалісти, менеджери — 10,2 %.